# 碱式乙酸铬
碱式乙酸铬是一种配位化合物，化学式为[Cr3O(OAc)6(H2O)3]OAc （OAc为CH3CO2−）。它可由氯化铬六水合物和氢氧化钠于水中反应，其沉淀再和无水乙酸反应制得；若和氘代乙酸反应，则得到[Cr3O(O2CD3)6(H2O)3](O2CCD3)。它在DMF中和苯甲酸煮沸后，再和高氯酸反应，可以得到[Cr3O(OPh)6(H2O)3]ClO4·solv。它和硅钼酸钾在pH 2下反应，可以得到KH2[Cr3O(O2CCH3)6(H2O)3][SiMo12O40]·11H2O，钨类似物可通过相似方法反应得到。